# Platalea regia
La spatola reale (Platalea regia Gould, 1838) è un uccello della famiglia Threskiornithidae, che si può trovare nelle zone umide in Australia , Nuova Zelanda , Indonesia , Papua Nuova Guinea , e nelle Isole Salomone . È stato trovato anche in Nuova Caledonia.